# Eryops megacephalus
L'eriope (gen. Eryops) è un anfibio temnospondilo estinto, appartenente agli eriopoidi. Visse tra il Carbonifero superiore e il Permiano inferiore (circa 300 - 278 milioni di anni fa) e i suoi resti fossili sono stati ritrovati in Nordamerica.

## Descrizione

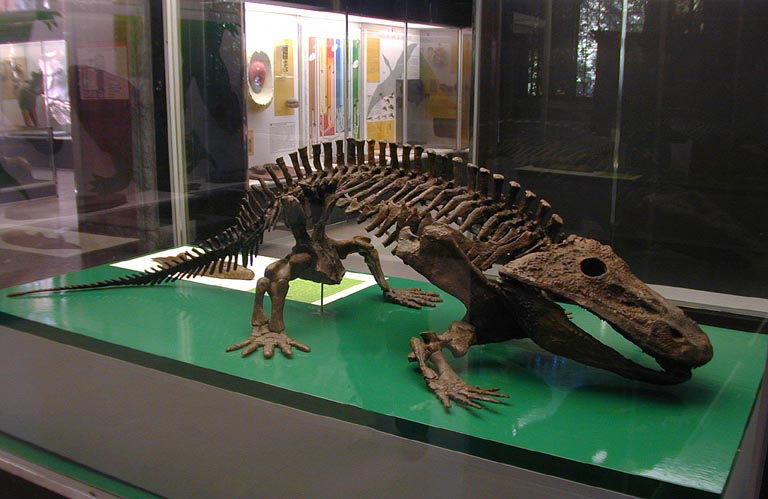
Scheletro conservato al Museo civico di storia naturale di Milano.

Questo animale aveva una lunghezza media di 1,5 - 2 metri, ma gli esemplari più grandi potevano sfiorare i 3 metri; erano tra i più grandi animali terrestri della loro epoca. Gli adulti pesavano circa 90 chilogrammi. Il cranio era grande, largo e piatto e raggiungeva la lunghezza di 60 centimetri. Eryops aveva una bocca enorme, con molti denti ricurvi e aguzzi. I denti avevano uno smalto con un pattern dotato di numerose pieghe; questo tipo di struttura dentaria ha portato alla sua classificazione iniziale come "labirintodonte" ("dente a labirinto"). La forma e la sezione trasversale dei denti di Eryops indicano che questi erano eccezionalmente forti e resistenti agli stress. Il palato era inoltre dotato di tre paia di zanne ricurve all'indietro, ed era coperto di proiezioni ossee rivolte all'indietro che potrebbero essere state usate per intrappolare una preda scivolosa (una volta catturata). Questo, unito all'ampia apertura boccale, suggerisce un metodo di alimentazione inerziale, grazie al quale l'animale afferra la preda e si spinge in avanti, costringendo la preda ad andare più indietro all'interno della sua bocca (Rinehart e Lucas, 2013).

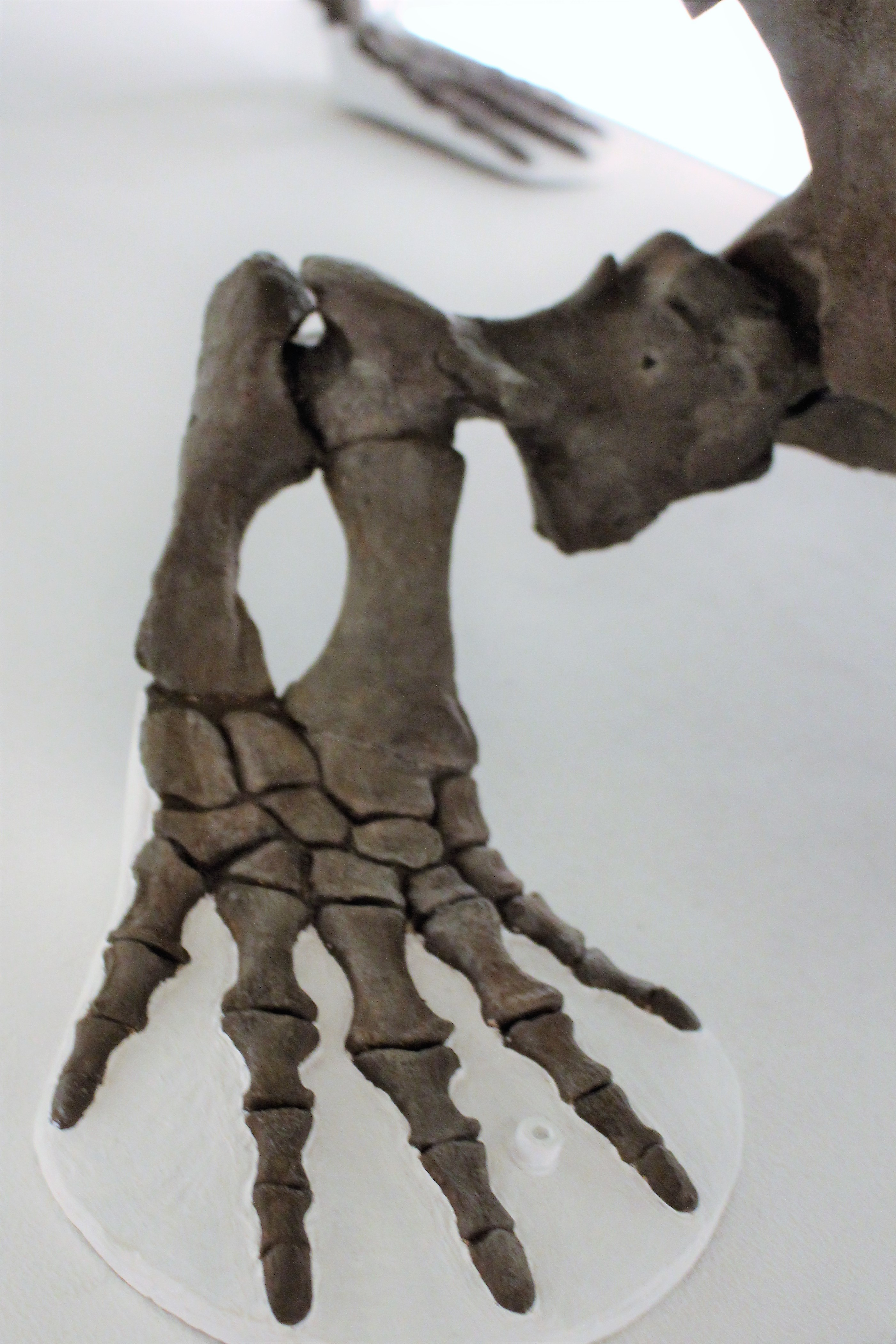
Zampa anteriore destra di Eryops magecephalus

Lo scheletro di Eryops era molto più robusto e massiccio di quello della maggior parte dei temnospondili dell'epoca. Gli arti erano particolarmente grandi e forti. Il cinto pettorale era altamente sviluppato; le dimensioni maggiori offrivano una maggiore superficie per l'inserzione dei muscoli. In particolare, la struttura della spalla era scollegata dal cranio, con conseguente miglioramento della locomozione terrestre. Il cleitro caratteristico dei crossotterigi si era modificato in clavicola; l'interclavicola era ben sviluppata, ed era posta sulla parte inferiore del torace. Nelle forme primitive di temnospondili, le due clavicole e l'interclavicola potevano svilupparsi ventralmente in modo tale da formare un'ampia placca pettorale, ma in Eryops non era così. La parte superiore del cinto pettorale aveva una "lama" scapolare piatta, con la cavità glenoidea situata sotto la superficie di articolazione per l'omero, mentre sulla parte ventrale vi era una grande piastra piatta (coracoide) che convergeva verso la linea mediana. 

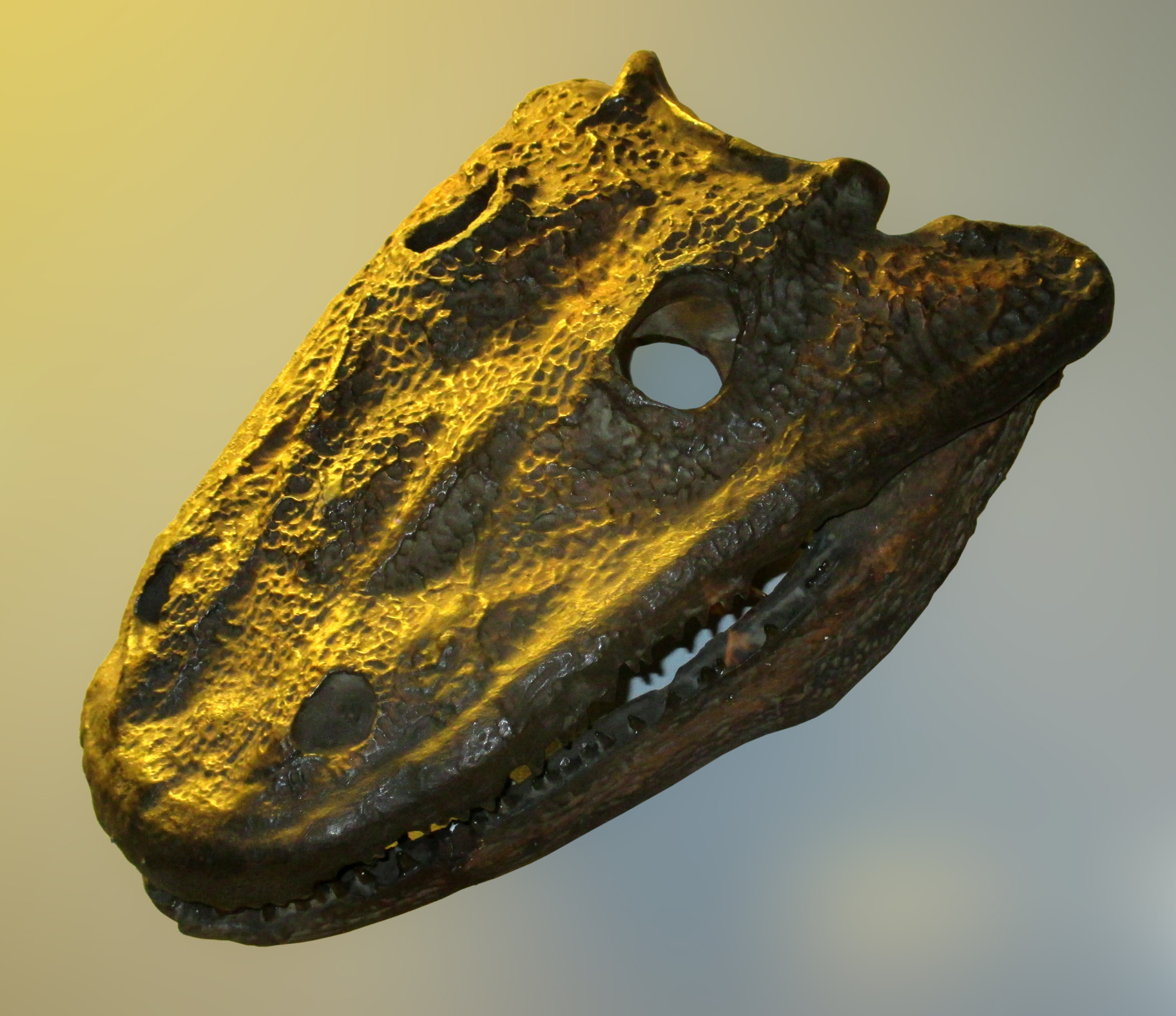
Calco del cranio di Eryops megacephalus

Anche il cinto pelvico era molto più grande della semplice struttura "a placca" tipica dei pesci, ed era in grado di sostenere più muscoli. Si estendeva molto dorsalmente e si univa alla spina dorsale per mezzo di una o più costole sacrali specializzate. Le zampe posteriori erano piuttosto specializzate, in quanto non solo sostenevano il peso, ma fornivano anche propulsione. L'estensione dorsale del bacino era l'osso iliaco, mentre l'ampia placca ventrale era composta dal pube (nella parte frontale) e dall'ischio (nella parte posteriore). Le tre ossa si incontravano in un unico punto al centro del triangolo pelvico, chiamato acetabolo, che forniva una superficie di articolazione per il femore (Pawley e Warren, 2006).
La struttura della pelle di Eryops è stata scoperta grazie al ritrovamento di una "mummia" fossilizzata, descritta nel 1941. Questo esemplare ha mostrato che il corpo dell'animale in vita era coperto da un pattern di protuberanze ovali (Romer e Witter, 1941).

## Classificazione
Il genere Eryops venne descritto per la prima volta da Edward Drinker Cope nel 1877, sulla base di resti fossili ritrovati in terreni del Permiano inferiore (Sakmariano, circa 195 milioni di anni fa) in Texas; la specie tipo è Eryops megacephalus, particolarmente ben conosciuta grazie a un numero notevole di esemplari ottimamente conservati, provenienti dal Permiano inferiore degli Stati Uniti sudooccidentali (Texas, Oklahoma, Nuovo Messico); in particolare, i fossili migliori provengono dalla formazione Admiral dei Texas Red Beds. Altri fossili attribuibili al genere Eryops provengono dal Carbonifero superiore del Nuovo Messico, dalla formazione El Cobre Canyon. Ad Eryops erano stati in precedenza attribuiti altri fossili provenienti dal Carbonifero superiore della Virginia occidentale, descritti precedentemente come Glaukerpeton; una revisione del materiale ha però stabilito la correttezza dell'attribuzione originale, e Glaukerpeton è attualmente considerato un genere a sé stante (Werneburg e Berman, 2012).
Eryops è uno dei temnospondili più conosciuti, sia per quanto riguarda la mole dei fossili ritrovati sia per quanto riguarda gli studi scientifici basati sui fossili e la sua diffusione nella cultura popolare. Eryops è il genere eponimo della superfamiglia Eryopoidea e della famiglia Eryopidae; quest'ultima comprende alcuni grossi anfibi dalle abitudini almeno parzialmente terrestri, tipici del Carbonifero e del Permiano.

## Paleoecologia
Gli eriopi erano tra i più formidabili carnivori del Permiano, e forse gli unici in grado di competere con i sinapsidi dominanti dell'epoca. Erano probabilmente semiacquatici, come suggerito dalla microanatomia delle ossa lunghe (Quemeneur et al., 2013). Eryops viveva in habitat di pianura, dentro e intorno a stagni, ruscelli e fiumi; la disposizione e la forma dei loro denti suggerisce che probabilmente mangiavano per lo più pesci di grandi dimensioni e tetrapodi acquatici. Il corpo di Eryops era relativamente rigido e la coda robusta; ciò indica che questi animali non erano grandi nuotatori. Anche se probabilmente si nutrivano di pesce, gli Eryops adulti dovevano trascorrere la maggior parte del loro tempo a terra (Schoch, 2009).

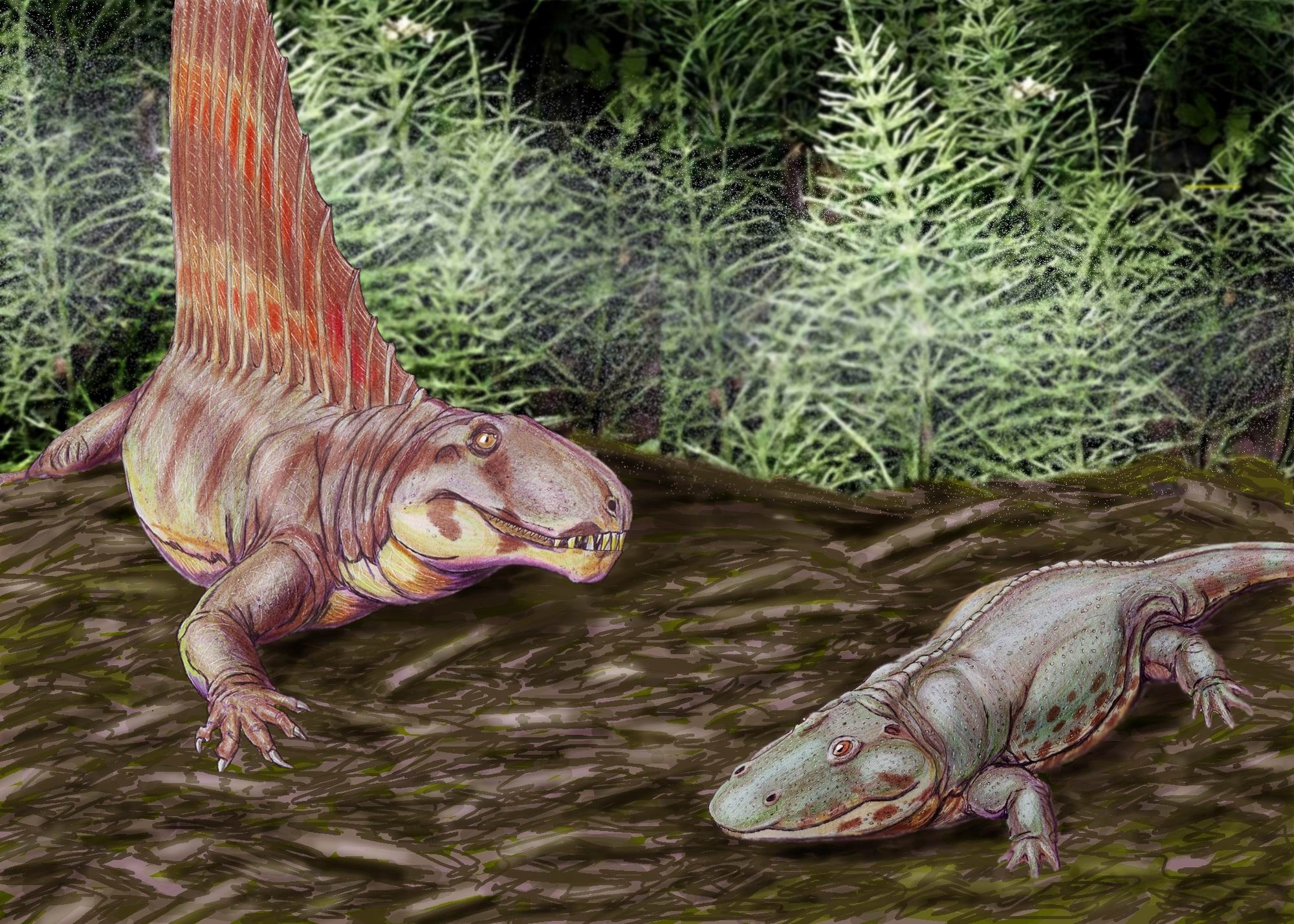
Ricostruzione del pelicosauro Dimetrodon e di Eryops

Come altri grandi temnospondili arcaici, Eryops cresceva lentamente e gradualmente a partire da larve acquatiche, ma non attraversava una metamorfosi drastica come quella di molti anfibi moderni. Mentre gli adulti vivevano probabilmente in stagni e fiumi, o si avventuravano sulle loro rive, gli esemplari giovani di Eryops potrebbero aver vissuto nelle paludi, che potrebbero aver offerto più riparo dai predatori (Schoch, 2009).
Uno studio sulle possibilità locomotorie di Eryops ha dimostrato che l'anatomia delle zampe non era in contrasto con un'andatura simile a quella delle salamandre, con un movimento ondulatorio del corpo e con zampe poste ai lati del corpo (Herbst et al., 2022).

## Nella cultura di massa
Una ricostruzione di eriope è presente nel Parco della Preistoria di Rivolta d'Adda.
È un anfibio giocabile in battaglia in Jurassic World: il gioco.